# Ryan Donk
Ryan Donk, född 30 mars 1986 i Amsterdam, är en nederländsk-surinamesisk fotbollsspelare som spelar för Kasımpaşa i Süper Lig.

## Klubbkarriär
Den 24 augusti 2021 blev Donk klar för en återkomst i Kasımpaşa, där han skrev på ett 1+1-årskontrakt.

## Landslagskarriär
Donk debuterade för Surinams landslag den 24 mars 2021 i en 3–0-vinst över Caymanöarna, där han även gjorde sitt första mål.